# Ірешть
Ірешть, Ірешті (рум. Irești) — село у повіті Вранча в Румунії. Входить до складу комуни Відра.
Село розташоване на відстані 178 км на північ від Бухареста, 31 км на північний захід від Фокшан, 144 км на південь від Ясс, 101 км на північний захід від Галаца, 107 км на схід від Брашова.

## Населення
За даними перепису населення 2002 року у селі проживали 1028 осіб, усі — румуни. Усі жителі села рідною мовою назвали румунську.